# Erdőszentgyörgyi felirat
Az Erdőszentgyörgyi felirat egy rövid, székely írásos nyelvemlék.

## A megtalálás helye és ideje
A feliratot a Maros megyei Erdőszentgyörgyön, a 13-14. századi gótikus református templom külső falán, a templomtorony támpillérén, 220 cm magasságban, a vakolatba karcolva találta meg Debreczeni László művészettörténész 1935-ben.

## Leírása
Később cementréteggel kenték be a támpillért, ami jórészt tönkretette a feliratot, mely lényegében olvashatatlan.

## Olvasata
Olvasata egyelőre nincs.

## Datálása
Debreczeni László az 1730-as évekre, a templomtorony építésének idejére tette.